# Алевіти
Алеві́ти (тур. Aleviler, курд. Elewî) — субетнічна, релігійна і культурна громада у Туреччині та Албанії у кількості 15-20 мільйонів (точне число невідомо).

## Загальна характеристика
Алевіти мають окремі місця поклоніння — джемеві (cemevi). До мечетей алевіти не ходять, оскільки пророка Алі, якого вони шанують найбільше, вбили саме в мечеті під час намазу. Церемонія джем (âyîn-i cem або просто cem) складається з музики і танців (семах), які символізують очищення себе і єднання з Богом. У алевітів чоловіки і жінки рівноцінні, оскільки моляться поряд. Алевізм також є етнорелігійною ідентичністю. Щоб бути алевітом, людина повинна народитися від матері-алевітки.
Кредо алевітів включає:
- Любов і повага до всіх людей («Важлива річ — не релігія, а людське існування»)
- Повага до інших релігій і етнічних груп («Якщо ви робите боляче іншій особі, молитва ваша нічого не варта»)
- Повага до робочих людей («Найбільша шана — праця»)

Дехто вважає алевізм різновидом ісламу, особливо, шиїти-двонадесятники з Заїді. Подібно до шиїтів алевіти шанують Алі і дванадцять імамів. Багато алевітів, проте, не вважають себе шиїтами, особливо після ісламської революції в Ірані.
Алевізм також близько пов'язаний з Бекташі суфійського походження, в тому сенсі, що обидва шанують Хаджу Бекташі (Hacibektaş Veli), святого ХІІІ-го сторіччя. Багато алевітів посилаються на традицію «Алевіти-Бекташі», але ця єдність загально не прийнята, об'єднане ім'я не використовується не-турецькими бекташами (наприклад, на Балканському півострові).
На додаток до його релігійного аспекту, алевізм також тісно пов'язаний з народною культурою Анатолії. Курдська і турецька мови (не арабська) загалом використовуються в ритуалах алевітів.
На теологію сучасних алевітів глибоко вплинули гуманізм і універсалізм. Протягом 1960-х, багато молодих алевітів замислювали алевізм в не релігійних термінах, з чимось навіть, зв'язуючи його з марксизмом. 1990-ті навіяли алевізму нового акценту як етнічна або культурна єдність. Громади алевітів загалом підтримують атеїзм у вигляді кемалізму.
Алевіти Хорасану, Вірменії і Азербайджану розмовляють діалектами курманджі або зазакі. Різні групи з подібною вірою існують в північно-західному Ірані і північному Іраку, зокрема ібрагімі, сарлійя, какаї, шабаки і аль-е Хакк. Об'єднує перш за все населення меншини курдів, такі групи часто групуються разом під спірним терміном «гулат» («екстремізм») посилаючись на їх намагання, привернути людей до шани Алі.

## Ім'я

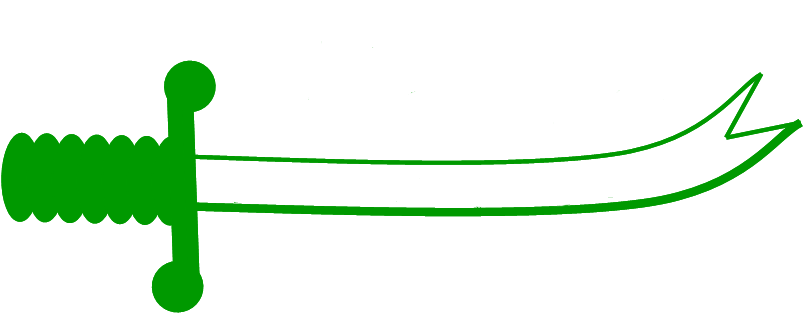
Зульфікар, стилізованне уявлення меча Алі

Основна версія пов'язує назву з Алі — кузеном, зятем, і останнім з 4 обраних наступників Мухаммеда. У турецькій мові, афікс -evi «засіб» або «маючи відношення»; і загалом має сенс, «послідовники Алі». У цьому сенсі ім'я одне з арабськими алавітами علوي. Проте, турецькомовних і курдськомовних алевітів не варто плутати з сирійськими, вони мають мало спільного окрім шанування Алі.
Альтернативне (і менш обґрунтоване) пояснення для імені «Алевіти» є, що воно походить від турецького слова alev — «ватра». Алевітів іноді звуть «Кизилбаші». Іноді використовують як лайливе слово (припускаючи їх відданості Ірану замість Туреччини). Інші імена існують (часто для підугрупувань), серед них: Tahtacı(«Дроворуби»); Abdal («Барди»), Çepni.

## Історія
|       | Будьте дитиною вашого часу! |
| — Алі |                             |
Намагання визначити походження алевізму завжди спірні. Багато алевітів простежують початок своєї традиції з часів витоку ісламу і дванадцяти імамів. Інші бачать алевізм як доісламський субстрат, який набув вигляду шиїтської теології, і поділяється в думках чи описанні як народна культура. Ще інші вбачають християнський вплив корінного дотурецького населення Анатолії й вірмен. Можливо, що не одна, а декілька з цих точок зору можуть бути вірними одночасно.
Протягом сельджуцького періоду (XI і XII сторіччя) північний Іран і північно-східна Анатолія потрапили під владу кочових тюркських племен, що мігрували з Центральної Азії. Їхній перехід до шиїтського ісламу відбувався за часів монгольського періоду за допомогою харизматичних суфійських місіонерів. Поет Юнус Емре і чудодійний святий Хаджа Бекташ Валі, чиї імена пізніше стали пов'язаними з алевітами, жили протягом цього періоду (або незабаром після).
Форми шиїзму, які були сприйняті в таких групах, зазвичай були далекі від традиційного шиїзму (як наприклад щоденна молитва). На відміну від «типових» мусульман, вживання вина алевіти за гріх не вважають. Пережитки християнства в алевітів у визнанні Трійці проявляються, а елементи шаманізму, який був характерний для доісламської кочової тюркської минувшини, також вижили в пізнішому алевізмі. Наприклад, шаманський вплив був виявлений в алевітському «Журавлиному танку».
Інша теорія (особливо популярна серед курдських алевітів) — оскільки тюркські племена мігрували через іранську культурну сферу, вони прийняли різні елементи до-ісламських іранських релігій. Як свідоцтво, вони указують на схожість між алевізмом і курдським релігійним рухом, як наприклад, вчення Аль-е Хакк і єзидизм.
Так чи інакше, ці кочові тюркські й курдські групи зайняли прикордонні смуги між двома великими осілими суспільствами, Османською імперією і Сефевідською Персією.
Тим часом, правителі Османської імперії поступово віддалили себе від їхньої кочової тюркської минувшини, врешті-решт (протягом XIII сторіччя) остаточно прийняли суннізм. У XV-му і XVI-му сторіччі продовжувалась боротьба з тюркськими племенами кизилбашів-сефевідів за контроль над Анатолійським плоскогір'ям, і призводила до повстання проти Османів. У 1555 був підписаний Амасійський мир про кордон Османської і Перської імперій. Незважаючи на мир, різанина кизилбашів продовжувалася.
Під Османським пануванням алевіти з'явилися, як ендогамна етнічна група, перш за все, турецькомовні (але і, зокрема. курдські) громади концентрувались в сільській Анатолії. (Один автор вважає, що Дерсимські курди перейшли до алевізму від іншої гулатської секти). Вважають себе нащадками дедес, або дервішів — бектешів, що практикували такія («лицемірство», або секретність).